# Рикерманн, Ральф
Ральф Рикерманн (нем. Ralph Rieckermann; род. 8 августа 1962, Любек, Германия) — немецкий музыкант, актёр, продюсер, композитор, художник. Экс-басист легендарной немецкой хард-рок группы Scorpions (1991—2000, 2001—2003).

## Биография
Ральф Рикерманн с раннего возраста имел музыкальные способности и интерес к музыке различных жанров. Он с детства начал играть на бас-гитаре, барабанах и клавишных. В 16 лет Рикерманн был принят в консерваторию, где получил классическое образование. В 1987 году он переехал из Германии в США. В 1991 году Рикерманн в Лос-Анджелесе присоединился к группе Scorpions. В составе коллектива Рикерманн провёл 12 лет, в течение которых ими были записаны 6 альбомов. в 1997 году Рикерманн впервые пробует себя в качестве композитора к киноленте «Ланселот: Хранитель Времени». Со временем он всё более увлекается созданием музыки для кино, в связи с чем в 2004 году творческие пути Рикерманна и Scorpions расходятся. После ухода из группы Рикерманн продолжает карьеру в киноиндустрии. С 2014 года Рикерманн увлёкся живописью. На данный момент он написал более 100 картин, многие из которых выставляются в различных художественных галереях.

## Дискография
в составе Scorpions
- Face the Heat (1993)
- Live Bites (1995)
- Pure Instinct (1996)
- Eye II Eye (1999)
- Moment of Glory (2000)
- Acoustica (2001)

## Фильмография

#### как композитор
- 2005: Война миров 3 - Как все начиналось («Война миров» Герберта Уэллса)
- 2005: Возвращение живых мертвецов 5: Рэйв из могилы
- 2006: Блондинка в шоколаде
- 2007: Братство крови
- 2008: 2012: Судный день (2012 Doomsday)
- 2008: 100 миллионов до н.э.

#### как актер
- 2001: Gangland L.A. (Гангленд)